# Velarifictorus nyasa
Velarifictorus nyasa är en insektsart som beskrevs av Otte, D. 1987. Velarifictorus nyasa ingår i släktet Velarifictorus och familjen syrsor. Inga underarter finns listade i Catalogue of Life.